# Heidi Kuder
Heidi Kuder (geboren 2005, auch Maria Oulebube Kuder) ist eine deutsch-nigerianische Leichtathletin, die Deutschland bei den Special Olympics World Summer Games 2023 in Berlin in drei Disziplinen repräsentiert.

## Leben und Karriere
Kuder lebt in Brandenburg. Über ihre Schule kam sie zum Sport. Sie ist Mitglied im inklusiven Sportverein SG Schwanebeck bei Bernau.
Ihre Trainerin im Kugelstoßen ist die Leichtathletin Marianne Buggenhagen, die an sieben Paralympischen Spielen teilnahm und neunmal Gold gewann. Seit 2020 arbeitet Buggenhagen im Team mit ihrer Nichte, der erfahrenen Leichtathletin Sandra Buggenhagen, mit Kuder. Diese trainiert sie für die 4-mal-100-Meter-Staffel und im Sprint über 100 Meter. Marianne Buggenhagen ist Kuders athletisches Vorbild, „weil aufgeben für sie nie eine Option war.“
Kuder bereitet sich beim SG Schwanebeck bei Bernau zusammen mit ihrer Partnerin Lilly Binder auch auf Unified-Wettbewerbe vor.
Bei den Special Olympics Deutschland Sommerspielen 2022 in Berlin holte Kuder im Kugelstoßen und im 100-Meter-Lauf jeweils Gold. Damit qualifizierte sie sich für die Special Olympics World Games 2023 und trat dort im Kugelstoßen, im 100-Meter-Lauf und in der 4-mal-100-Meter-Staffel an. Kuder gewann im 100-Meter-Lauf und in der Staffel eine Bronzemedaille, beim Kugelstoßen wurde sie Sechste.
Die Teilnahme an den Special Olympics World Summer Games in Berlin war das Ergebnis langjähriger Vorbereitung und schrittweiser Steigerung. Zunächst bewährte sich Kuder bei den Special Olympics Landesspielen, dann bei den Nationalen Spielen. Zur Vorbereitung auf die Weltspiele in Berlin standen für Kuder dreimal pro Woche Kugelstoßen und Krafttraining auf dem Programm, zweimal pro Woche gab es ein sehr intensives Lauftraining. Zusammen mit Natascha Wermelskirchen und Tamara Röske wurde Heidi Kuder anlässlich der Special Olympics World Games für die Juniausgabe der Vogue Deutschland als Fotomodell abgebildet. Die Athletinnen zeigten eine Mischung aus aktuellen Designerkollektionen und Sportkleidung.